# Liste der Kardinalskreierungen Leos X.
Papst Leo X. kreierte 42 Kardinäle in acht Konsistorien.

## 23. September 1513
- Lorenzo Pucci[1]
- Giulio de’ Medici (später Papst Clemens VII.)[1]
- Bernardo Dovizi da Bibbiena[1]
- Innocenzo Cibo[1]

## 10. September 1515
- Thomas Wolsey[1]

## 14. Dezember 1515
- Adrian Gouffier de Boissy[1]

## 1. April 1517
- Antoine Bohier Du Prat OSB[1]
- Guillaume III. de Croÿ[1]

## 1. Juli 1517
- Francesco Conti[1]
- Giovanni Piccolomini[2]
- Giovanni Domenico De Cupis[2]
- Niccolò Pandolfini[2]
- Raffaele Petrucci[3]
- Andrea Della Valle[2]
- Bonifacio Ferrero[3]
- Giovanni Battista Pallavicino[2]
- Scaramuccia Trivulzio[3]
- Pompeo Colonna[2]
- Domenico Giacobazzi[2]
- Louis de Bourbon-Vendôme[4]
- Lorenzo Campeggi[2]
- Ferdinando Ponzetti[4]
- Luigi de’ Rossi[3]
- Silvio Passerini[3]
- Francesco Armellini de’ Medici[4]
- Adriaan Florenszoon Dedel (später Papst Hadrian VI.)[2]
- Tommaso de Vio OP[2]
- Egidio di Viterbo OSA[5]
- Cristoforo Numai OMinObs[2]
- Guillén-Ramón de Vich y de Vallterra[4]
- Franciotto Orsini[2]
- Paolo Emilio Cesi[2]
- Alessandro Cesarini[2]
- Giovanni Salviati[3]
- Niccolò Ridolfi[3]
- Ercole Rangone[3]
- Agostino Trivulzio[3]
- Francesco Pisani[4]
- Afonso de Portugal[4]

## 24. März 1518
- Albrecht von Brandenburg[1]

## 28. Mai 1518
- Jean de Lorraine-Guise[1]

## 9. August 1520
- Erhard von der Mark[1]